# Паулін Гаммарлунд
Паулін Гаммарлунд (швед. Pauline Louise Hammarlund, нар. 7 травня 1994) — шведська футболістка, срібна призерка Олімпійських ігор 2016 року.

## Початок кар'єри
Свою спортивну кар'єру Паулін Гаммарлунд починала як гравець у хокей з шайбою у команді хлопчиків. Але отримала струс мозку і перелом руки і після цього Паулін вирішила залишити хокей і перейшла у футбол.

## Клубна кар'єра
У віці 16 - ти років Паулін дебютувала у команді «Тиреше». Пізніше в кар'єрі футболістки були клуби «Лінчепінг» і «Пітео». У 2015 році Паулін посіла третє місце у списку кращих футболісток Швеції.
На початку 2016 року Гаммарлунд уклала контракт з клубом «Гетеборг».

## Збірна
З 2010 року Паулін Гаммарлунд викликається до збірних Швеції різних вікових категорій. У вересні 2015 року вона дебютувала у національній жіночій збірній Швеції. Срібна призерка Літніх Олімпійських Ігор 2016 року у Ріо-де-Жанейро.

## Виступи на Олімпіадах
| Олімпіада           | Дисципліна | Місце |
| ------------------- | ---------- | ----- |
| Ріо-де-Жанейро 2016 | футбол     | 2     |

## Зовнішні посилання
- Паулін Гаммарлунд — олімпійська статистика на сайті Sports-Reference.com (англ.) (архівна версія)
- Паулін Гаммарлунд на Svenska Fotbollförbundets webbplats
- Паулін Гаммарлунд на svenskfotball.se